# Dorysthetus isthmicus
Dorysthetus isthmicus är en skalbaggsart som beskrevs av Gilbert John Arrow 1899. Dorysthetus isthmicus ingår i släktet Dorysthetus och familjen Rutelidae. Inga underarter finns listade i Catalogue of Life.